# Élevage de crevettes

Bassins d'élevage de crevettes dans une ferme aquacole de Corée du Sud.

Vous lisez un « article de qualité » labellisé en 2006.
Cet article traite de l'élevage des crevettes marines. Pour l’élevage des espèces d’eau douce, voir Élevage des crevettes d’eau douce.
L'élevage de crevettes, ou pénéiculture (ou même crevetticulture), est une branche de l'aquaculture qui consiste en l'élevage de crevettes marines pour la consommation humaine.
La production commerciale de crevettes d'élevage a commencé dans les années 1970 et a connu une croissance très rapide, stimulée par la demande aux États-Unis, au Japon et en Europe occidentale. La production totale a dépassé 1,6 million de tonnes en 2003, pour une valeur de 9 milliards de dollars. Près des trois quarts des crevettes d'élevage sont produites en Asie, en particulier en Chine et en Thaïlande. Le reste provient principalement d'Amérique latine, dont le Brésil est le premier producteur. Le principal pays exportateur est la Thaïlande.
L'élevage des crevettes est passé d'une activité ancestrale à petite échelle, en Asie du Sud-Est, à une industrie mondiale. Les progrès techniques ont permis d'élever des crevettes avec des densités toujours plus élevées, et les géniteurs sont expédiés dans le monde entier. La grande majorité des crevettes d'élevage appartiennent à la famille des Penaeidae et deux espèces seulement, la crevette à pattes blanches (Penaeus vannamei) et la crevette géante tigrée (Penaeus monodon), représentent près de 80 % de tous les élevages. Cette monoculture industrielle est très sensible aux maladies, qui ont provoqué régionalement plusieurs vagues meurtrières dans les populations de crevettes d'élevage. Des problèmes écologiques croissants, des épidémies répétées, ainsi que la pression et les critiques venant à la fois des ONG et des pays consommateurs, ont entraîné des changements dans cette activité à la fin des années 1990 et généralement une réglementation plus stricte par les gouvernements. En 1999 fut lancé un programme visant à développer et promouvoir des pratiques d'élevage plus durables, programme impliquant des organismes gouvernementaux, des représentants de ce secteur économique et des organisations environnementales.

## Histoire et géographie
L’élevage des crevettes se pratique depuis des siècles en Asie, selon des méthodes traditionnelles à basse densité. En Indonésie, les étangs d’eau saumâtre appelés tambaks sont attestés depuis le XVe siècle. Les crevettes étaient élevées dans des étangs avec d'autres espèces comme les chanos ou bien en alternance avec le riz, les rizières servant à l'élevage des crevettes durant la saison sèche, période impropre à la culture du riz. Ces élevages traditionnels étaient souvent le fait de petites exploitations situées sur le littoral ou sur les rives de fleuves. Les zones de mangrove étaient privilégiées car elles sont une source naturelle et abondante de crevettes.
Les jeunes crevettes sauvages étaient capturées dans des étangs et nourries grâce à des organismes naturellement présents dans l'eau jusqu'à ce qu'elles atteignent la taille désirée pour être récoltées.
L’origine de l'élevage industriel remonte à 1928 en Indochine, quand la reproduction et l'élevage de crevettes impériales (crevette kuruma) furent réalisées pour la première fois. Depuis les années 1960, une petite activité d'élevage de crevettes est apparue au Japon.
L'élevage commercial a réellement commencé à la fin des années 1960. Les progrès techniques ont permis des formes d'exploitation toujours plus intensives et la demande croissante du marché a conduit à une prolifération des élevages de crevettes dans le monde entier, concentrés surtout dans les régions tropicales et subtropicales. À l'orée des années 1980, un accroissement de la demande a coïncidé avec l'affaiblissement des prises de crevettes sauvages, provoquant un véritable boom. Taïwan fut parmi les premiers adeptes et un producteur important dans les années 1980 ; sa production s'est effondrée à partir de 1988 à cause de mauvaises pratiques de gestion et de maladies.
En Thaïlande, l'élevage intensif de crevettes à grande échelle s'est développé rapidement à partir de 1985.
En Amérique du Sud, le pays pionnier dans l'élevage des crevettes a été l'Équateur, où cette activité a connu une expansion spectaculaire à partir de 1978.
Au Brésil, cette activité a commencé en 1974, mais le commerce n'explosa réellement que dans les années 1990, faisant de ce pays un des principaux producteurs en l'espace de quelques années.
Aujourd'hui, on trouve des élevages de crevettes marines dans plus de cinquante pays.

## Méthodes d'élevage
Dans les années 1970, la demande avait dépassé la capacité de la pêche aux crevettes sauvages et l’élevage est apparu comme une solution économiquement viable. Les anciennes méthodes de culture de subsistance ont alors rapidement été remplacées par les pratiques plus intensives d’une activité tournée vers l’exportation. L’élevage industriel des crevettes a, au début, suivi les méthodes traditionnelles avec les fermes dites extensives, mais en compensant la faible production par unité de surface par une taille accrue des étangs : au lieu d’étangs de quelques hectares, des étangs allant jusqu’à 100 ha (un km²) ont été utilisés dans certains endroits. Le secteur, très peu réglementé au départ, prospéra rapidement et, dans de nombreuses régions, d’immenses surfaces de mangroves furent déboisées. De nouveaux progrès techniques ont permis de mettre en œuvre des pratiques d’élevage plus intensives afin d’obtenir des rendements plus élevés tout en utilisant moins de terrain. Des exploitations semi-intensives et intensives sont apparues, dans lesquelles les crevettes étaient nourries à l’aide d’aliments industriels et les étangs gérés activement. Bien qu’il subsiste encore de nombreuses exploitations extensives, les nouveaux élevages sont généralement de type semi-intensif.
Jusqu’au milieu des années 1980, la plupart des élevages de crevettes étaient peuplées avec de jeunes crevettes sauvages, appelées post-larves, généralement capturées par des pêcheurs locaux. La pêche aux post-larves était devenue une activité économique importante dans de nombreux pays. Pour contrer le début d’épuisement des zones de pêche et garantir un approvisionnement régulier des élevages, le secteur commença à produire des crevettes à partir d'œufs et à élever des crevettes adultes à des fins de reproduction dans des installations spécialisées appelées écloseries.

### Cycle biologique de la crevette

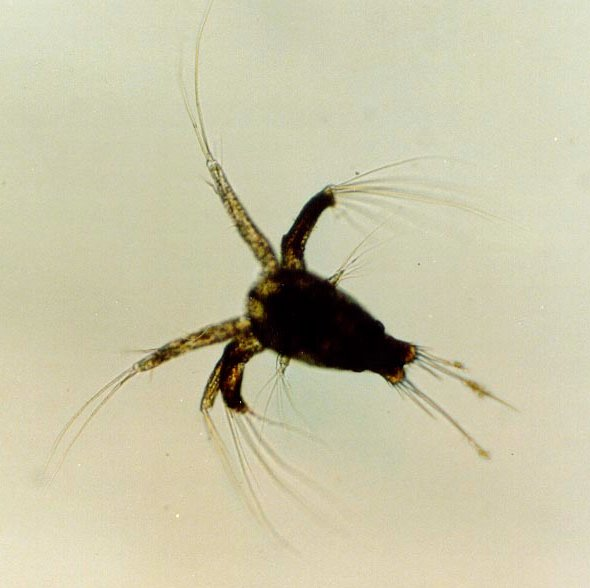
Un nauplius (larve) de crevette.

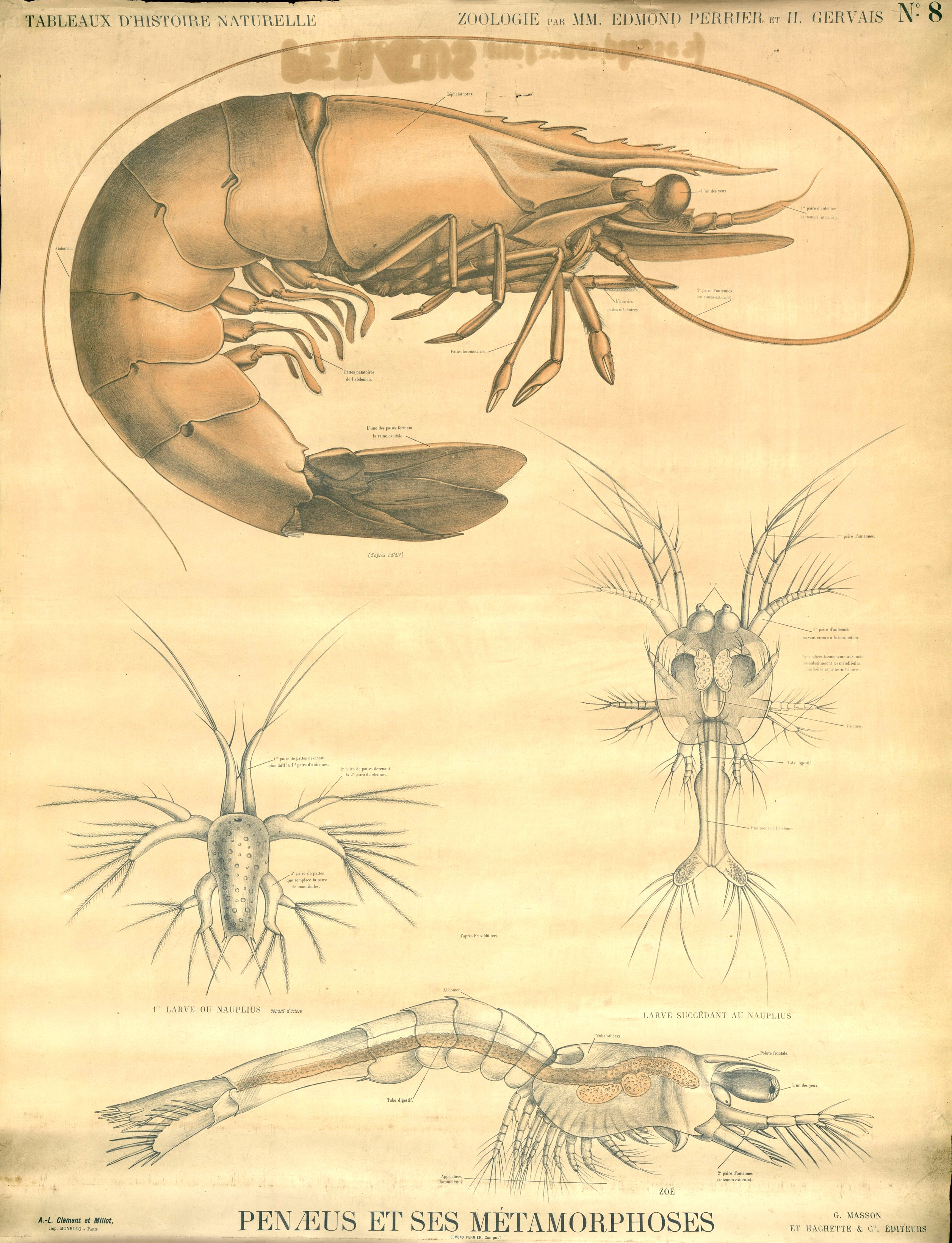
Edmond Perrier, Penaeus et ses métamorphoses

Les crevettes atteignent leur maturité et se reproduisent seulement dans un habitat marin. Les femelles pondent de 50 000 à un million d’œufs, qui éclosent au bout de 24 heures et donnent naissance à de minuscules larves appelées nauplius. Ces nauplius se nourrissent des réserves du vitellus à l’intérieur de leur organisme et subissent une première métamorphose qui les transforme en zoés. Cette seconde phase larvaire se nourrit dans la nature d’algues et au bout de quelques jours se métamorphose à nouveau dans une troisième phase pour devenir des mysis. Les mysis ressemblent déjà à de minuscules crevettes et se nourrissent d’algues et de zooplancton. Après trois à quatre jours supplémentaires, elles se métamorphosent une dernière fois en post-larves, jeunes crevettes ayant toutes les caractéristiques des adultes. L’ensemble du processus prend environ douze jours depuis l’éclosion. Dans la nature, les post-larves migrent alors dans les estuaires, qui sont riches en éléments nutritifs et pauvres en sel. Là, elles grandissent et migrent finalement vers la mer quand elles atteignent leur maturité.
Les crevettes adultes sont des animaux benthiques, c'est-à-dire vivant principalement au fond de la mer.

### Techniques
Dans l’élevage des crevettes, le cycle biologique se déroule dans des conditions contrôlées. Les raisons en sont une plus grande intensification de l’élevage, un meilleur contrôle de la taille permettant une plus grande homogénéité des crevettes produites, un meilleur contrôle des prédateurs, ainsi que la possibilité d’accélérer le cycle en contrôlant les facteurs climatiques (en particulier par l’emploi de serres dans les régions tempérées). Il y a trois étapes différentes :
- Les écloseries élèvent des crevettes et produisent des nauplius ou même des post-larves, qu’elles vendent aux élevages. Les grands élevages ont leur propre écloserie et vendent des nauplius ou des post-larves à des élevages plus petits de leur région.
- Les nurseries sont les parties des élevages de crevettes où les post-larves sont élevées et accoutumées aux conditions et à la salinité des étangs de grossissement.
- Dans les bassins de grossissement, les crevettes sont conduites du stade juvénile jusqu’à la taille commerciale, ce qui demande de trois à six mois.

La plupart des élevages produisent une ou deux récoltes par an ; en climat tropical, une ferme peut même atteindre trois récoltes annuelles. Du fait qu’ils nécessitent de l’eau salée, les élevages de crevettes sont installés sur les côtes ou près de celles-ci. Des élevages à l’intérieur des terres ont aussi été tentés dans certaines régions, mais l’obligation de transporter l’eau salée et la concurrence pour la terre avec les agriculteurs ont créé des problèmes. La Thaïlande a interdit en 1999 les élevages dans l’intérieur des terres.

### Écloseries

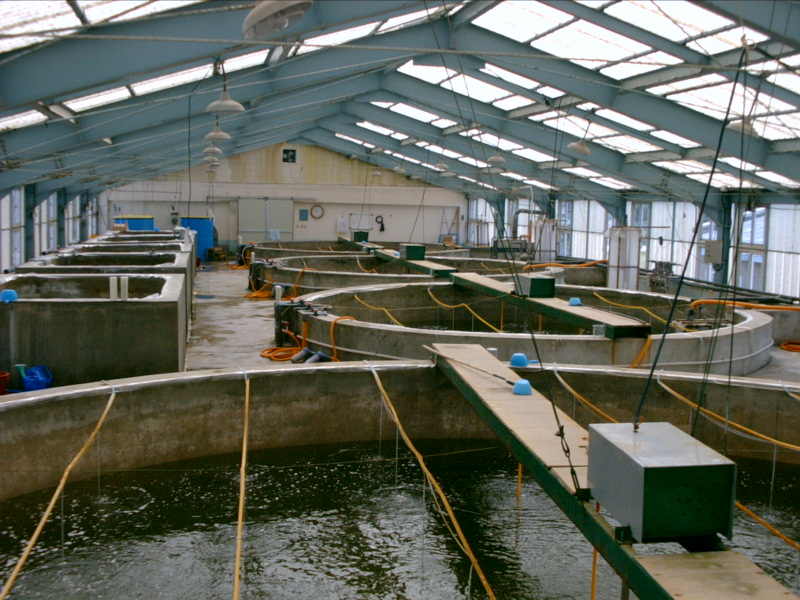
Bassins dans une écloserie de crevettes.

Les écloseries de petite taille sont très courantes dans tout le Sud-Est asiatique. Souvent exploitées dans un cadre familial, et faisant appel à des techniques simples, elles utilisent des bassins de petite taille (moins de dix mètres cubes) et souvent de faibles densités d’animaux. Elles sont sensibles aux maladies, mais leur taille réduite leur permet généralement de reprendre la production rapidement après désinfection. Le taux de survie varie entre zéro et 90 %, en fonction d’un grand nombre de facteurs, parmi lesquelles les maladies, les intempéries et l’expérience de l’exploitant.
Les écloseries en eaux vertes sont des installations de taille moyenne utilisant de grands bassins avec une faible densité de population. Pour nourrir les larves de crevettes, une efflorescence algale est provoquée dans les bassins. Le taux de survie est d’environ 40 %.
Les écloseries « Galveston » (ainsi nommées d’après Galveston – Texas, où elles ont été inventées) sont des écloseries industrielles à grande échelle faisant appel à un environnement fermé et étroitement contrôlé. Elles élèvent les crevettes à haute densité dans de grands bassins (de 15 à 30 mètres cubes). Le taux de survie varie entre zéro et 80 %, mais atteint généralement 50 %.
Dans les écloseries, les crevettes en croissance ont un régime à base d’algues et plus tard de larves d’artémies, parfois (en particulier dans les écloseries industrielles) complété d’aliments artificiels. Le régime des stades ultérieurs comprend aussi des protéines animales fraîches ou lyophilisées, par exemple du krill. Les aliments et les médicaments (comme les antibiotiques) donnés aux larves d’artémies sont transmis aux crevettes qui les consomment.

### Nurseries

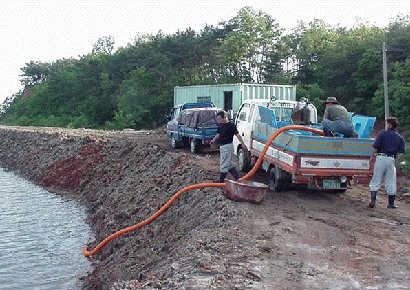
Éleveurs transférant des post-larves des réservoirs d’un camion dans un bassin de grossissement.

De nombreux élevages ont des nurseries dans lesquelles les crevettes au stade post-larvaire sont élevées jusqu’au stade juvénile pendant trois semaines supplémentaires dans des étangs ou des bassins séparés, ou dans des bassins allongés. Ces derniers sont des bassins rectangulaires, longs, peu profonds dans lesquels l’eau est renouvelée en permanence.
Dans une nurserie moyenne, on compte 150 à 200 crustacés au mètre carré. Ils sont alimentés sur la base d’un régime enrichi en protéines pendant environ trois semaines avant d’être transférés dans les étangs de grossissement. Ils pèsent alors entre un et deux grammes. La salinité de l’eau est graduellement ajustée sur celle des étangs de grossissement.
Les éleveurs désignent les post-larves par le sigle « PL », suffixé par le nombre de jours (PL-1, PL-2, etc.). Elles sont prêtes à être transférées dans les étangs de grossissement dès que leurs branchies se sont développées, ce qui se produit vers les stades PL-13 à PL-17 (environ 25 jours après l’éclosion). Le passage en nurserie n’est pas absolument indispensable, mais il est privilégié dans de nombreuses exploitations car il permet une meilleure utilisation des aliments, améliore l’homogénéité en taille, contribue à une meilleure utilisation des installations et peut se réaliser en environnement contrôlé pour augmenter le rendement. Le principal inconvénient des nurseries est la mortalité d’une partie des post-larves de crevettes lors du transfert dans les étangs de grossissement.
Certaines fermes d’élevage n’utilisent pas de nurserie mais transfèrent les post-larves directement dans les étangs de grossissement après les avoir acclimatées à la température appropriée et aux niveaux de salinité dans un bassin d’acclimatation. En l’espace de quelques jours, l’eau de ces bassins est progressivement changée pour correspondre à celle des étangs de grossissement. La densité de population ne doit pas excéder 500 individus par litre pour les jeunes post-larves et 50 par litre pour les plus grandes, telles que les PL-15.

### Grossissement

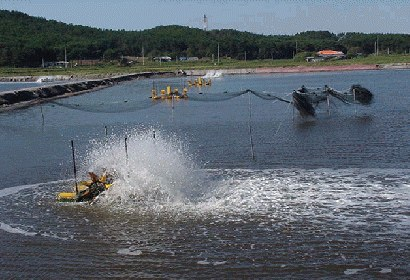
Étangs à crevettes avec des aérateurs à aubes radiales.

Dans la phase de grossissement, les crevettes sont conduites à maturité. Les post-larves sont transférées dans des étangs où elles sont nourries jusqu’à atteindre une taille commerciale, ce qui demande de trois à six mois. Les crevettes sont récoltées en les pêchant dans les étangs à l’aide de filets ou par vidange des étangs. La taille des étangs et leur niveau d'équipement sont variables.
Les élevages de crevettes extensifs faisant appel aux méthodes traditionnelles à basse densité sont invariablement situés sur le littoral et souvent dans les zones à mangrove. Les étangs vont de quelques hectares à plus de cent ; les crevettes sont stockées à faible densité (2 à 3 individus par mètre carré, ou 25 000/ha). Les marées assurent un certain échange d’eau et les crevettes se nourrissent d’organismes naturellement présents dans l’eau. Dans certaines zones, les éleveurs peuvent même élever des crevettes sauvages en ouvrant simplement les vannes et en laissant entrer des larves sauvages. Plus répandus dans les pays les plus pauvres et les moins développés, où le prix de la terre est bas, les élevages extensifs produisent annuellement de 50 à 500 kg de crevettes (entières) à l’hectare. Ils ont des coûts de production limités (de 1 à 3 $US/kg de crevette vivante), une intensité de travail peu élevée, et ne requièrent pas de connaissances techniques avancées.
Les élevages semi-intensifs ne recourent pas aux marées pour les échanges d’eau mais utilisent des pompes et des étangs au profil adapté. Ils peuvent donc être installés au-dessus du niveau de la marée haute. La taille des étangs va de 2 à 30 ha ; la densité de population va de 10 à 30 individus au m² (100 000 à 300 000/ha). Avec de telles densités, le recours à un nourrissage à l’aide d’aliments pour crevettes préparés industriellement et la fertilisation des étangs pour stimuler la croissance d’organismes naturels devient une nécessité. La productivité varie de 500 à 5 000 kg par hectare et par an, tandis que les coûts de production se situent dans une fourchette de 2 à 6 $US/kg de crevettes vivantes. Pour les densités supérieures à 15 individus par mètre carré, une aération est souvent nécessaire pour éviter l’épuisement de l’oxygène. La productivité varie en fonction de la température de l’eau, si bien qu'on obtient souvent des crevettes de plus grande taille à certaines saisons.
Les élevages intensifs utilisent des étangs plus petits (0,1 à 1,5 ha) et des densités de population encore plus importantes. Les étangs sont gérés de manière active : ils sont aérés, et soumis à des échanges d’eau importants pour éliminer les déchets et maintenir la qualité de l’eau, et les crevettes sont alimentées avec des aliments spécialement étudiés, en général sous la forme de granulés. Ces fermes ont une productivité allant de 5 000 à 20 000 kg/ha/an ; quelques fermes hyper-intensives peuvent produire jusqu’à 100 000 kg/ha/an. Elles nécessitent des installations techniquement avancées et un personnel hautement qualifié pour suivre en permanence la qualité de l’eau et d’autres paramètres des étangs ; leurs coûts de production sont de l’ordre de 4 à 8 $US/kg de crevette vivante.
La plupart des études estiment qu'environ 55 à 60 % de tous les élevages de crevettes du monde sont de type extensif, 25 à 30 % de type semi intensif et le reste du type intensif. Les variations régionales sont cependant importantes, et la Banque mondiale signale d’importantes différences de cette répartition selon les pays et les études.

### Alimentation
Selon le degré d'intensification, l'alimentation peut être basée sur la productivité naturelle des étangs, mixte ou essentiellement artificielle et distribuée. Un étang voit s'établir une chaîne alimentaire basée sur la croissance du phytoplancton. En fonction de l'évolution du milieu, divers organismes entrent dans l'alimentation des crevettes ; les bactéries et organismes détritivores permettent de restituer les minéraux, mais peuvent également représenter une ressource alimentaire directe supplémentaire. Une fertilisation et des amendements minéraux permettent d'amplifier fortement la croissance du phytoplancton puis celle des crevettes. En système semi-intensif à intensif, l'alimentation artificielle, la densité des crevettes et les déchets qu'elles produisent constituent une fertilisation pouvant même être excessive.
Les aliments artificiels sont spécialement formulés et sont sous forme de granulés de calibres variés et adaptés à la taille des crevettes aux différents stades d'élevage. Ils sont distribués entre deux et quatre fois par jour en plusieurs points des bassins. Selon les choix techniques, le nourrissage est effectué à la main ou mécaniquement. Il peut se faire depuis la berge ou en bateau en fonction de la taille des étangs. On tient compte du mode d'alimentation des crevettes : benthique (sur le fond) et préférentiellement nocturne. La quantité d'aliment distribuée est déterminée en fonction de la biomasse présente et de l'âge des crevettes et peut être ajustée par l'éleveur en fonction d'autres paramètres et observations.
L'indice de consommation, soit le nombre de kilogrammes d'aliment nécessaire pour obtenir une croissance d'un kilogramme, est de l'ordre de 1,2 à 2. Les aliments sont composés de céréales, et souvent de farines de poisson.

## Espèces élevées
Parmi les nombreuses espèces de crevettes, seules quelques-unes, de grande taille, sont réellement élevées. Elles appartiennent toutes à la famille des Penaeidae, et notamment au genre Penaeus.
Beaucoup d'espèces ne se prêtent pas à l'élevage : parce qu'elles sont trop petites pour être rentables, parce que leur croissance s'arrête lorsque la population est trop dense, ou parce qu'elles sont trop sensibles aux maladies. Les deux espèces dominant le marché sont les suivantes :
- la crevette à pattes blanches (Litopenaeus vannamei) est la principale espèce cultivée dans les pays occidentaux. Originaire des côtes du Pacifique depuis le Mexique jusqu'au Pérou, elle atteint une taille de 23 cm. P. vannamei représente 95 % de la production en Amérique latine. Elle s'élève facilement en captivité, mais succombe à la maladie de Taura ;
- la crevette géante tigrée (Penaeus monodon) se trouve à l'état sauvage dans l'océan Indien et dans le Pacifique depuis le Japon jusqu'à l'Australie. C'est la plus grande des crevettes d'élevage, elle peut atteindre une longueur de 36 cm et est élevée en Asie. À cause de sa sensibilité à la maladie des taches blanches et de la difficulté de l'élever en captivité, elle est progressivement remplacée par L. vannamei depuis 2001.

Ensemble, ces deux espèces représentent environ 80 % de la production totale de crevettes.
Les autres espèces élevées sont les suivantes :

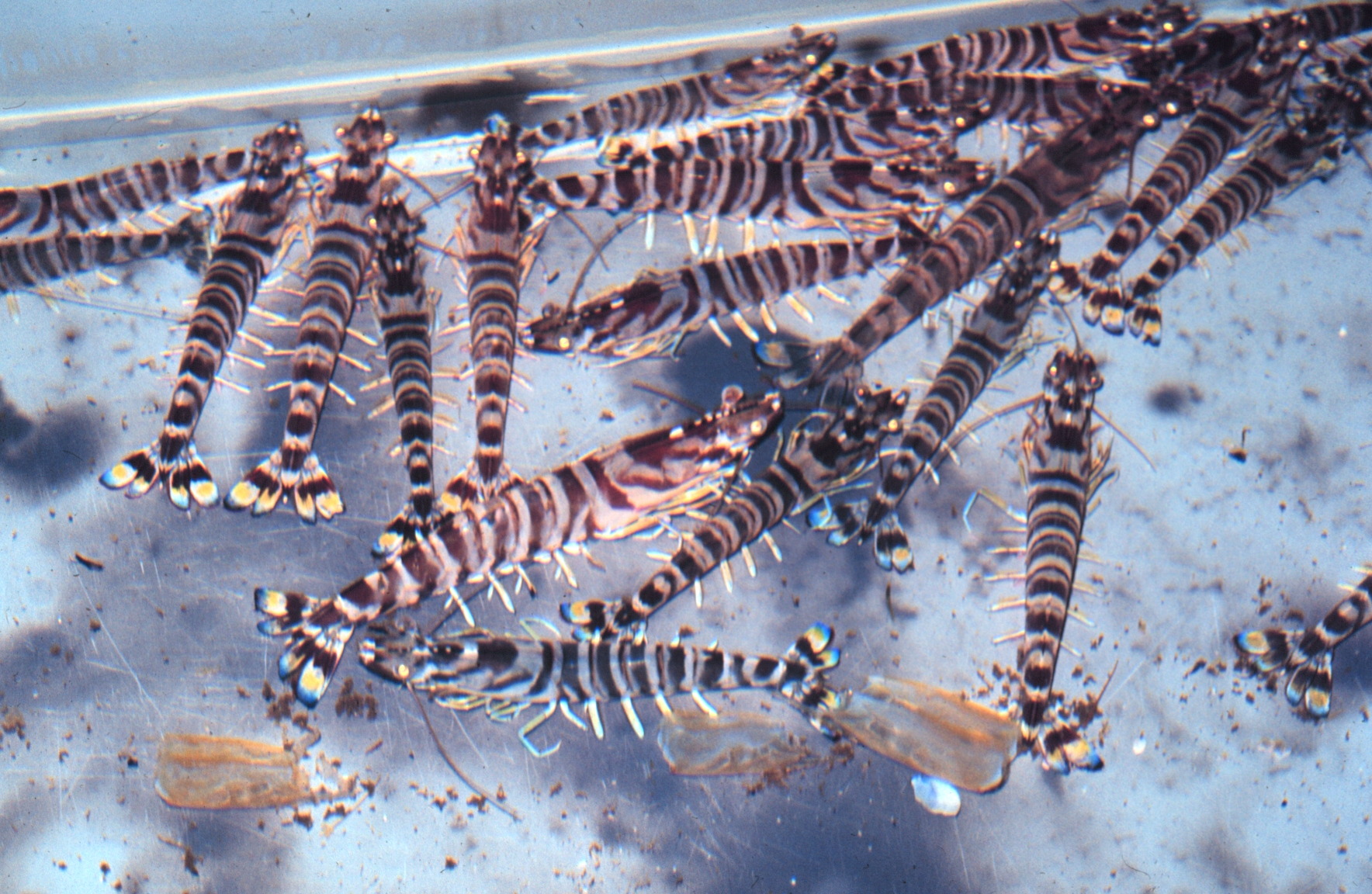
Crevettes impériales dans un bassin aquacole d'observation à Taïwan.

- la crevette bleue (Penaeus stylirostris) était une espèce d'élevage très populaire sur le continent américain jusqu'à ce que le virus NHHI balaye presque toute la population à la fin des années 1980. Peu d'individus survécurent et devinrent résistants aux virus. Quand on a découvert que certains de ceux-ci étaient aussi résistants contre le virus Taura, l'élevage de Penaeus stylirostris reprit à nouveau à partir de 1997 ;
- la crevette charnue (Penaeus chinensis) se trouve le long des côtes de la Chine et de la côte occidentale de Corée, et est élevée en Chine. Elle atteint un maximum de 18 cm de long, mais tolère des eaux relativement froides (min. 16 °C). Autrefois élément principal du marché mondial, elle est exclusivement destinée aujourd'hui au marché intérieur chinois après une maladie virale qui élimina presque tout le cheptel en 1993 ;
- la crevette impériale, ou crevette japonaise (Marsupenaeus japonicus), est produite principalement au Japon et à Taïwan, mais aussi en Australie : son seul marché est le Japon, où la crevette impériale vivante atteint des prix de l'ordre de 100 $US par livre (220 $/kg) ;
- la crevette blanche des Indes (Penaeus indicus) est originaire des côtes de l'océan Indien et est couramment élevée en Inde, en Iran et au Moyen-Orient ainsi que le long des côtes africaines ;
- la crevette banane (Penaeus merguiensis) est une autre espèce cultivée dans les eaux littorales de l'océan Indien, depuis Oman jusqu'à l'Indonésie et l'Australie. Elle supporte l'élevage à haute densité.

Plusieurs autres espèces de Penaeus jouent un rôle très secondaire dans l'élevage de crevettes. D'autres types de crevettes peuvent aussi être élevées, par exemple la crevette akiami ou Metapenaeus spp. Leur production totale en aquaculture est de l'ordre de 25 000 tonnes par an seulement, peu en comparaison avec celle des Penaeidae.

## Maladies
De nombreuses maladies virales affectent les crevettes. 
Dans les élevages en monoculture et à haute densité de population, ces infections virales se propagent très rapidement et peuvent anéantir des populations entières de crevettes. Un des principaux vecteurs de transfert de ces virus est l’eau elle-même et toute épidémie virale présente ainsi le danger de décimer également les crevettes vivant à l’état sauvage.
La maladie de la tête jaune, appelée Hua leung en langue thaïe, affecte P. monodon dans toute l’Asie du Sud-Est.
Elle a été signalée pour la première fois en Thaïlande en 1990. Cette maladie est hautement contagieuse et entraîne une mortalité de masse en l’espace de 2 à 4 jours. Le céphalothorax des crevettes infectées devient jaune après une période inhabituelle de nourrissage intense se terminant brusquement, et les crevettes moribondes s’agglutinent alors près de la surface de l’étang avant de mourir.
Le syndrome des taches blanches est une maladie provoquée par une famille de virus apparentés. Signalée d’abord en 1993 dans des aquacultures japonaises de P. japonicus, elle s’est répandue dans toute l’Asie puis en Amérique. Elle touche de nombreux hôtes et est hautement létale, induisant des taux de mortalité de 100 % en quelques jours. Les symptômes sont notamment des taches blanches sur la carapace et un hépatopancréas rouge. Les crevettes infectées deviennent léthargiques avant de mourir.
Le syndrome de Taura a été signalé en 1992 dans des élevages de crevettes du fleuve Taura, en Équateur.
L’hôte du virus provoquant cette maladie est P. vannamei, l’une des deux espèces les plus communes de crevettes d’élevage. La maladie se répand rapidement, principalement par le transport de géniteurs et d’animaux infectés. Confinée à l’origine aux élevages d’Amérique, elle s’est aussi propagée en Asie avec l’introduction de P. vannamei dans cette région. Les oiseaux sont aussi soupçonnés d’être un vecteur de propagation entre les élevages d’une région donnée.
La nécrose hypodermique et hématopoïétique infectieuse (IHHN) est une maladie qui provoque une mortalité de masse chez P. stylirostris (jusqu’à 90 %) et de graves déformations chez P. vannamei. Elle touche les crevettes d’élevage ou sauvages dans le Pacifique, mais pas les crevettes sauvages des côtes atlantiques américaines.
Il existe également de nombreuses infections bactériennes létales pour les crevettes. 
La plus communes est la vibriose, causée par des bactéries du genre Vibrio spp. (dont certaines souches causent, chez l'huitre par exemple des intoxications alimentaires humaines). 
La crevette infectée parait affaiblie et désorientée. Elle présente parfois des blessures noires sur sa cuticule. Le taux de mortalité peut dépasser 70 %.  

Une souche émergente de Vibrio parahaemolyticus, inconnue en 2009 préoccupe la FAO et l'OIE, causant un syndrome dit « EMS/AHPNS » (ou « syndrome de mortalité précoce de la crevette/syndrome de nécrose hépatopancréatique aiguë ») qui a décimé en 2011 jusqu’à 80 % des crevettes d'élevage (principalement crevette géante tigrée (Penaeus monodon) et la crevette à pattes blanches (Penaeus vannamei) dans les provinces chinoises du Hainan, du Guangdong, du Fujian et du Guangxi, ainsi que dans certains élevages de Thaïlande et du Vietnam.

Autre maladie bactérienne, l’hépatopancréatite nécrosante (NHP), dont les symptômes sont un exosquelette mou et sale. La plupart de ces bactérioses sont fortement corrélées avec des conditions de stress telles que la surpopulation des étangs, les températures trop élevées ou une eau de mauvaise qualité, facteurs qui favorisent la croissance des bactéries. Le traitement fait appel à des antibiotiques.
Les pays importateurs ont à plusieurs reprises interdit les importations de crevettes contenant certains antibiotiques. L’un de ces antibiotiques est le chloramphénicol, qui est interdit dans l’Union européenne depuis 1994, mais continue à poser des problèmes.
Du fait des taux de mortalité élevés, les maladies représentent un réel danger pour les éleveurs de crevettes, qui peuvent perdre toutes les recettes de l’année si leurs bassins sont infectés. Comme la plupart des maladies ne peuvent pas être traitées efficacement, les efforts du secteur sont concentrés sur la prévention des épizooties. Une gestion active de la qualité de l’eau contribue à éviter un mauvais état des étangs qui favoriserait la propagation des maladies et des reproducteurs indemnes d’agents pathogènes spécifiques, élevés en captivité dans un environnement isolé et certifiés non porteur de maladies, sont de plus en plus utilisés au lieu de larves prises dans la nature.
Pour éviter l’introduction de maladies dans des populations saines, il y a aussi une tendance à créer des environnements mieux maîtrisés dans les bassins d’élevages semi-intensifs, par exemple en adoptant des films en plastique pour éviter tout contact avec le sol et en minimisant les échanges d’eau dans les bassins.

## Économie

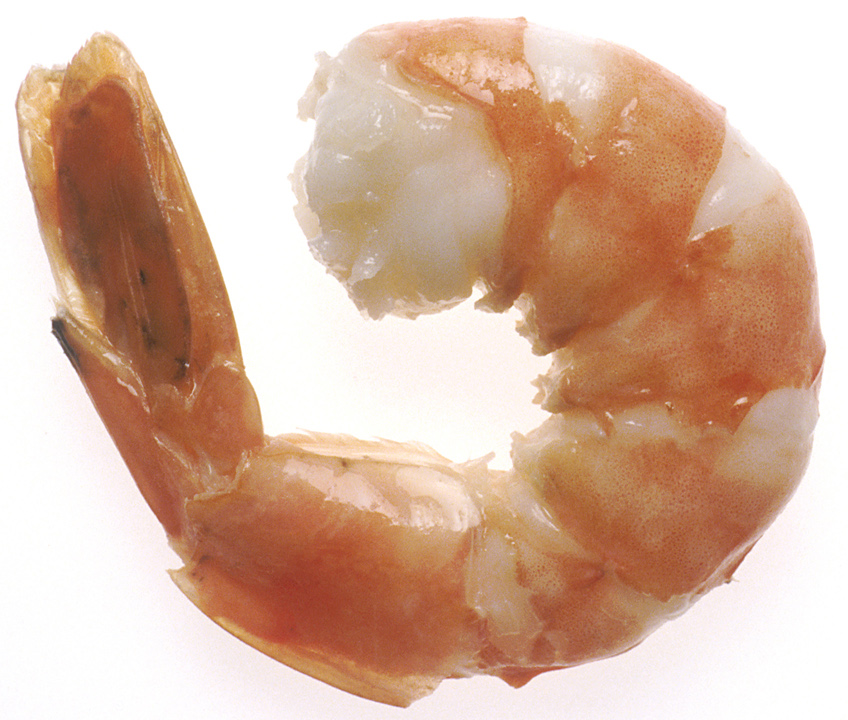
Queue de crevette cuite

La production mondiale de crevettes d'élevage a atteint plus de 1,6 million de tonnes en 2003, représentant une recette pour les producteurs de près de 9 milliards de dollars.
Cela représente 25 % de la production totale (élevage et pêche) cette année-là.
Le plus grand marché de consommation est celui des États-Unis, qui a importé plus de 500 000 tonnes de crevettes en 2003. Environ 250 000 tonnes sont allées au Japon, tandis que les quatre principaux importateurs européens de crevettes (France, Espagne, Royaume-Uni et Italie) en ont importé ensemble environ 500 000 tonnes.
Pour la commercialisation, les crevettes sont réparties en différentes catégories, depuis les crevettes entières aux queues de crevettes décortiquées, crues ou cuites, toutes ces présentations étant présentes dans le commerce. Les crustacés sont classés selon l'homogénéité de leur taille et aussi selon leur nombre par unité de poids, les crevettes les plus grosses atteignant les prix de vente les plus élevés.
Le prix des crevettes importées est très variable. En 2003, le prix au kilogramme des crevettes importées aux États-Unis était de 8,80 dollars, légèrement plus élevé qu'au Japon à 8 dollars. Le prix moyen à l'importation dans l'Union européenne était seulement de 5 dollars/kg ; ce niveau de prix plus bas s'explique par le fait que les importations de l'Union européenne proviennent davantage de crevettes d'eau froide (produit de la pêche) qui sont plus petites que les espèces d'élevage en eau chaude et justifient ainsi de prix plus bas. En outre, les pays d'Europe méditerranéenne préfèrent les crevettes entières qui pèsent approximativement 30 % de plus mais qui ont un prix unitaire plus faible.
Environ 75 % de la production mondiale de crevettes d'élevage provient de pays asiatiques ; les deux principaux sont la Chine et la Thaïlande, suivis de près par le Viêt Nam, l'Indonésie et l'Inde. Les 25 % restants sont produits en Amérique, principalement au Brésil, en Équateur et au Mexique.
La Thaïlande est de loin le premier exportateur avec une part de marché de plus de 30 %, suivie par la Chine, l'Indonésie et l'Inde, avec environ 10 % chacun. Les autres pays exportateurs notables sont le Viêt Nam, le Bangladesh et l'Équateur.
La Thaïlande exporte presque toute sa production, tandis qu'en Chine la production nationale de crevettes est pour l'essentiel destinée au marché intérieur. Le seul autre pays exportateur important qui dispose d'un marché intérieur développé est le Mexique.
| Région | Pays            | Production en milliers de tonnes (arrondi) | Production en milliers de tonnes (arrondi) | Production en milliers de tonnes (arrondi) | Production en milliers de tonnes (arrondi) | Production en milliers de tonnes (arrondi) | Production en milliers de tonnes (arrondi) | Production en milliers de tonnes (arrondi) | Production en milliers de tonnes (arrondi) | Production en milliers de tonnes (arrondi) | Production en milliers de tonnes (arrondi) | Production en milliers de tonnes (arrondi) | Production en milliers de tonnes (arrondi) | Production en milliers de tonnes (arrondi) | Production en milliers de tonnes (arrondi) | Production en milliers de tonnes (arrondi) | Production en milliers de tonnes (arrondi) | Production en milliers de tonnes (arrondi) | Production en milliers de tonnes (arrondi) | Production en milliers de tonnes (arrondi) |      |
| Région | Pays            | 1985                                       | 86                                         | 87                                         | 88                                         | 89                                         | 1990                                       | 91                                         | 92                                         | 93                                         | 94                                         | 95                                         | 96                                         | 97                                         | 98                                         | 99                                         | 2000                                       | 01                                         | 02                                         | 03                                         | 15   |
| --- | --------------- | ------------------------------------------ | ------------------------------------------ | ------------------------------------------ | ------------------------------------------ | ------------------------------------------ | ------------------------------------------ | ------------------------------------------ | ------------------------------------------ | ------------------------------------------ | ------------------------------------------ | ------------------------------------------ | ------------------------------------------ | ------------------------------------------ | ------------------------------------------ | ------------------------------------------ | ------------------------------------------ | ------------------------------------------ | ------------------------------------------ | ------------------------------------------ | ---- |
| Asie | Chine           | 40                                         | 83                                         | 153                                        | 199                                        | 186                                        | 185                                        | 220                                        | 207                                        | 88                                         | 64                                         | 78                                         | 89                                         | 103                                        | 143                                        | 170                                        | 218                                        | 304                                        | 384                                        | 493                                        | 1161 |
| Asie | Thaïlande       | 10                                         | 12                                         | 19                                         | 50                                         | 90                                         | 115                                        | 161                                        | 185                                        | 223                                        | 264                                        | 259                                        | 238                                        | 225                                        | 250                                        | 274                                        | 309                                        | 279                                        | 172                                        | 298                                        |      |
| Asie | Viêt Nam        | 8                                          | 13                                         | 19                                         | 27                                         | 28                                         | 32                                         | 36                                         | 37                                         | 39                                         | 45                                         | 55                                         | 46                                         | 45                                         | 52                                         | 55                                         | 90                                         | 150                                        | 181                                        | 232                                        | 500  |
| Asie | Indonésie       | 25                                         | 29                                         | 42                                         | 62                                         | 82                                         | 84                                         | 116                                        | 120                                        | 117                                        | 107                                        | 121                                        | 125                                        | 127                                        | 97                                         | 121                                        | 118                                        | 129                                        | 137                                        | 167                                        | 589  |
| Asie | Inde            | 13                                         | 14                                         | 15                                         | 20                                         | 28                                         | 35                                         | 40                                         | 47                                         | 62                                         | 83                                         | 70                                         | 70                                         | 67                                         | 83                                         | 79                                         | 97                                         | 103                                        | 115                                        | 113                                        | 550  |
| Asie | Bangladesh      | 11                                         | 15                                         | 15                                         | 17                                         | 18                                         | 19                                         | 20                                         | 21                                         | 28                                         | 29                                         | 32                                         | 42                                         | 48                                         | 56                                         | 58                                         | 59                                         | 55                                         | 56                                         | 56                                         |      |
| Asie | Philippines     | 29                                         | 30                                         | 35                                         | 44                                         | 47                                         | 48                                         | 47                                         | 77                                         | 86                                         | 91                                         | 89                                         | 77                                         | 41                                         | 38                                         | 39                                         | 41                                         | 42                                         | 37                                         | 37                                         |      |
| Asie | Myanmar         | 0                                          | 0                                          | 0                                          | 0                                          | 0                                          | 0                                          | 0                                          | 0                                          | 0                                          | 0                                          | 1                                          | 2                                          | 2                                          | 2                                          | 5                                          | 5                                          | 6                                          | 7                                          | 19                                         |      |
| Asie | Taïwan          | 17                                         | 45                                         | 80                                         | 34                                         | 22                                         | 15                                         | 22                                         | 16                                         | 10                                         | 8                                          | 11                                         | 13                                         | 6                                          | 5                                          | 5                                          | 6                                          | 8                                          | 10                                         | 13                                         |      |
| Amériques | Brésil          | < 1                                        | < 1                                        | < 1                                        | < 1                                        | 1                                          | 2                                          | 2                                          | 2                                          | 2                                          | 2                                          | 2                                          | 3                                          | 4                                          | 7                                          | 16                                         | 25                                         | 40                                         | 60                                         | 90                                         |      |
| Amériques | Équateur        | 30                                         | 44                                         | 69                                         | 74                                         | 70                                         | 76                                         | 105                                        | 113                                        | 83                                         | 89                                         | 106                                        | 108                                        | 133                                        | 144                                        | 120                                        | 50                                         | 45                                         | 47                                         | 57                                         | 403  |
| Amériques | Mexique         | < 1                                        | < 1                                        | < 1                                        | < 1                                        | 3                                          | 4                                          | 5                                          | 8                                          | 12                                         | 13                                         | 16                                         | 13                                         | 17                                         | 24                                         | 29                                         | 33                                         | 48                                         | 46                                         | 46                                         |      |
| Amériques | États-Unis      | < 1                                        | < 1                                        | 1                                          | 1                                          | < 1                                        | < 1                                        | 2                                          | 2                                          | 3                                          | 2                                          | 1                                          | 1                                          | 1                                          | 2                                          | 2                                          | 2                                          | 3                                          | 4                                          | 5                                          |      |
| Moyen-Orient | Arabie saoudite | 0                                          | 0                                          | 0                                          | 0                                          | < 1                                        | < 1                                        | < 1                                        | < 1                                        | < 1                                        | < 1                                        | < 1                                        | < 1                                        | 1                                          | 2                                          | 2                                          | 2                                          | 4                                          | 5                                          | 9                                          |      |
| Moyen-Orient | Iran            | 0                                          | 0                                          | 0                                          | 0                                          | 0                                          | 0                                          | 0                                          | < 1                                        | < 1                                        | < 1                                        | < 1                                        | < 1                                        | < 1                                        | 1                                          | 2                                          | 4                                          | 8                                          | 6                                          | 7                                          |      |
| Océanie | Australie       | 0                                          | < 1                                        | < 1                                        | < 1                                        | < 1                                        | < 1                                        | < 1                                        | < 1                                        | 1                                          | 2                                          | 2                                          | 2                                          | 1                                          | 1                                          | 2                                          | 3                                          | 3                                          | 4                                          | 3                                          |      |
| Les chiffres en italique sont des estimations dans la base de données de la FAO. Les chiffres en gras indiquent des épisodes identifiables de maladies. |                 |                                            |                                            |                                            |                                            |                                            |                                            |                                            |                                            |                                            |                                            |                                            |                                            |                                            |                                            |                                            |                                            |                                            |                                            |                                            |      |

Les problèmes liés aux maladies ont eu à plusieurs reprises des effets négatifs sur la production de crevettes. Outre la quasi-élimination de P. chinensis en 1993, plusieurs épidémies de maladies virales ont entraîné le déclin de la production par pays en 1996/97 en Thaïlande et plusieurs fois en Équateur.
En Équateur seulement, la production a gravement souffert en 1989 (IHHN), en 1993 (Taura) et en 1999 (taches blanches).
Un autre motif de certaines variations brusque des revenus de l’élevage de crevettes réside dans les réglementations des importations dans les pays de destination, qui n’autorisent pas l’importation de crevettes contaminées par des produits chimiques ou par des antibiotiques.
Dans les années 1980 et la plupart des années 1990, l’élevage de crevettes laissait espérer de grands profits. Les investissements nécessaires pour l’élevage extensif étaient limités, particulièrement dans les régions où le prix des terres et le niveau des salaires étaient bas. Pour beaucoup de pays tropicaux, notamment les plus pauvres, l’élevage des crevettes était une activité attrayante, offrant emplois et revenus aux populations côtières, grâce au cours élevé des crevettes sur les marchés des pays développés avec des gains non négligeables sur les devises étrangères. De nombreux élevages de crevettes ont été créés à l’origine par la Banque mondiale ou fortement subventionnés par les gouvernements locaux.
À la fin des années 1990, la situation économique a changé. Les gouvernements et les éleveurs ont subi des pressions croissantes de la part des ONG et des pays consommateurs qui critiquaient les pratiques du commerce. Des conflits ont éclaté dans le commerce international, comme les interdictions d’importation de crevettes contenant des antibiotiques par les pays consommateurs, l’interdiction en 2004 par les États-Unis d’importation de crevettes de Thaïlande comme mesure de rétorsion contre les « pêcheurs » Thaïs de crevettes qui n’employaient pas de dispositif d’exclusion des tortues dans leur filets, ou le cas « anti-dumping » lancé en 2002 par les pêcheurs américains de crevettes contre les éleveurs de crevettes du monde entier qui aboutit deux ans plus tard aux États-Unis à une taxation anti-dumping de l’ordre de 10 % contre de nombreux pays producteurs (sauf la Chine, qui se vit appliquer une taxe de 112 %).
Les maladies ont provoqué des pertes économiques significatives. En Équateur, où la crevette d’élevage était l’un des principaux secteurs exportateurs (avec les bananes et le pétrole), l’épidémie de taches blanches de 1999 entraîna des pertes d’emplois estimées à 120 000 postes. En outre, les prix de crevettes ont brutalement chuté en l’an 2000.
Tous ces facteurs ont lentement contribué à convaincre les éleveurs que l’amélioration des pratiques d’élevage était nécessaire et s'est traduite en réglementations gouvernementales plus strictes de l’activité, ces deux aspects ayant permis d’internaliser certains coûts externes qui avaient été négligés dans les années prospères.

## Impact social

### Aspects socio-économiques locaux
L’élevage des crevettes offre des possibilités d’emploi significatives, qui peuvent aider à alléger la pauvreté des populations côtières dans de nombreuses régions, à condition que les revenus soient correctement gérés.
La littérature publiée sur ce thème montre de grandes différences, et beaucoup de données disponibles sont de nature anecdotique.
Les estimations de l’intensité du travail dans les élevages de crevettes vont de trois fois moins à trois fois plus que lorsque la même zone était couverte de rizières, avec de fortes variations régionales et selon le type d’élevage examiné. En général, l’élevage intensif de crevettes nécessite plus de travail par unité de surface que l’élevage extensif. Les exploitations extensives occupent beaucoup plus de terrain et sont souvent, mais pas toujours, situées dans des zones où aucune exploitation agricole de la terre n’est possible. 
Le soutien d’activités telles que la production d’aliments, le stockage, la manutention et la distribution ne doit pas être négligé, même si toutes ne sont pas spécifiques de l’élevage des crevettes.
En moyenne, les employés d’un élevage de crevettes peuvent obtenir de meilleurs salaires que dans d’autres activités. Une estimation globale tirée d’une étude est qu’un employé dans ce type d’élevage peut gagner de 1,5 à 3 fois plus que dans un autre emploi.
une étude indienne arrive à une augmentation de salaire d’environ 1,6 , et un rapport du Mexique établit que l’emploi le plus mal payé dans l’élevage des crevettes était rémunéré en 1996 à 1,22 fois le salaire moyen d’un ouvrier dans le pays.
Les ONG ont souvent critiqué le fait que l’essentiel des profits allaient à de grands conglomérats plutôt qu’aux populations locales. Bien que cela soit vrai dans certaines régions, comme l’Équateur, où la plupart des élevages de crevettes sont la propriété de grandes sociétés, cela ne s’applique pas dans tous les cas. Par exemple en Thaïlande, la plupart des élevages sont possédés par de petits entrepreneurs locaux, bien qu’il y ait une tendance à l’intégration verticale des activités liées à l’élevage des crevettes depuis les producteurs d’aliments jusqu’à l’industrie agro-alimentaire et aux groupes de distribution. Une étude de 1994 indique qu’un éleveur de Thaïlande peut multiplier son revenu par dix en passant de la culture du riz à l’élevage des crevettes.
Une étude indienne de 2003 arrive à des conclusions similaires pour l’élevage de crevettes dans le district de East Godavari dans l’Andhra Pradesh,. Mais une partie de la pêche qui sert à alimenter les crevettes en Thaïlande est régulièrement accusée au début des années 2010 d'être réalisée par des migrants réduits en esclavage.
Les bénéfices que les populations locales peuvent tirer de l’élevage des crevettes dépendent aussi de la disponibilité d’un personnel suffisamment formé.
L’élevage extensif tend plutôt à offrir des emplois saisonniers pendant la période de récolte, ce qui ne demande pas beaucoup de formation. En Équateur, il est notoire que beaucoup de ces postes ont été occupés par des travailleurs migrants.
Les élevages plus intensifs nécessitent un travail permanent dans des emplois plus techniques.

### Impact politique
L’élevage des crevettes a dans de nombreux cas des effets à long terme sur les populations côtières locales.
L’expansion très rapide de cette activité, surtout dans la période de prospérité des décennies 1980 et 1990, quand le secteur n’était pas encore réglementé dans de nombreux pays, a provoqué des changements significatifs qui se sont faits quelquefois au détriment des populations locales. Les conflits peuvent être attribués à deux causes : la concurrence pour les ressources communes telles que la terre et l’eau, et les changements induits par la redistribution des richesses.
Une question importante à l’origine de conflits dans certaines régions, par exemple au Bangladesh, est celle des droits d’utilisation des terres. Avec l’élevage des crevettes, c’est une nouvelle activité qui s’est développée dans les zones côtières et a en quelque sorte privatisé des ressources précédemment publiques. Dans certaines régions, son expansion rapide a fait que les populations côtières locales se sont vu refuser l’accès à la côte par une bande continue de fermes aquacoles, créant de graves problèmes aux pêcheries locales. Ces problèmes se sont combinés avec de mauvaises pratiques écologiques provoquant une dégradation des ressources communes (comme l’usage excessif d’eau douce pour limiter la salinité des bassins qui fait baisser les nappes phréatiques et entraîne leur salinisation par un afflux d’eau marine).
Avec l’expérience, les pays ont généralement mis en place des réglementations plus strictes et ont pris des mesures pour atténuer ces problèmes, par exemple par le moyen de législations sur le zonage des terres. Certains pays, qui se sont lancés plus tardivement dans l'élevage des crevettes, ont cherché à mieux gérer cette activité de façon à éviter certains problèmes en édictant de manière préventive une législation plus stricte, par exemple le Mexique.
La situation au Mexique est unique grâce à un marché fortement réglementé par le gouvernement. Même après la libéralisation du début des années 1990, la plupart des élevages de crevettes sont encore la propriété ou sous le contrôle de sociétés ou de coopératives locales (ejidos).
Des tensions sociales sont apparues par suite des changements dans la distribution des richesses au sein de la population. Les effets en sont cependant mitigés, et les problèmes ne sont pas spécifiques de l’élevage des crevettes. Les changements dans la distribution des richesses tendent à induire des changements dans la structure du pouvoir au sein d’une communauté. Dans certains cas, l’écart s’accroît entre la population générale et les élites locales qui ont un accès plus facile aux emprunts, aux subventions et aux autorisations, et ont ainsi plus de facilité à se lancer dans l'élevage de crevettes et à en tirer les bénéfices.
Au Bangladesh, d’un autre côté, les élites locales se sont opposées à l’élevage des crevettes, qui était largement entre les mains d’une élite. La concentration des terres entre quelques mains est un facteur reconnu d’augmentation des risques de problèmes économiques et sociaux, se développant particulièrement si les détenteurs des terres sont extérieurs à la région.
En général, on a constaté que l’élevage des crevettes est mieux accepté et introduit plus facilement et avec de plus grands bénéfices pour les communautés locales si les exploitations sont possédées par des locaux plutôt que par des élites restreintes et éloignées ou par de grandes sociétés. En effet, les propriétaires locaux ont un intérêt direct à préserver l’environnement et à maintenir de bonnes relations avec leurs voisins. En outre, cela évite la formation de propriétés terriennes à grande échelle.

## Effets environnementaux

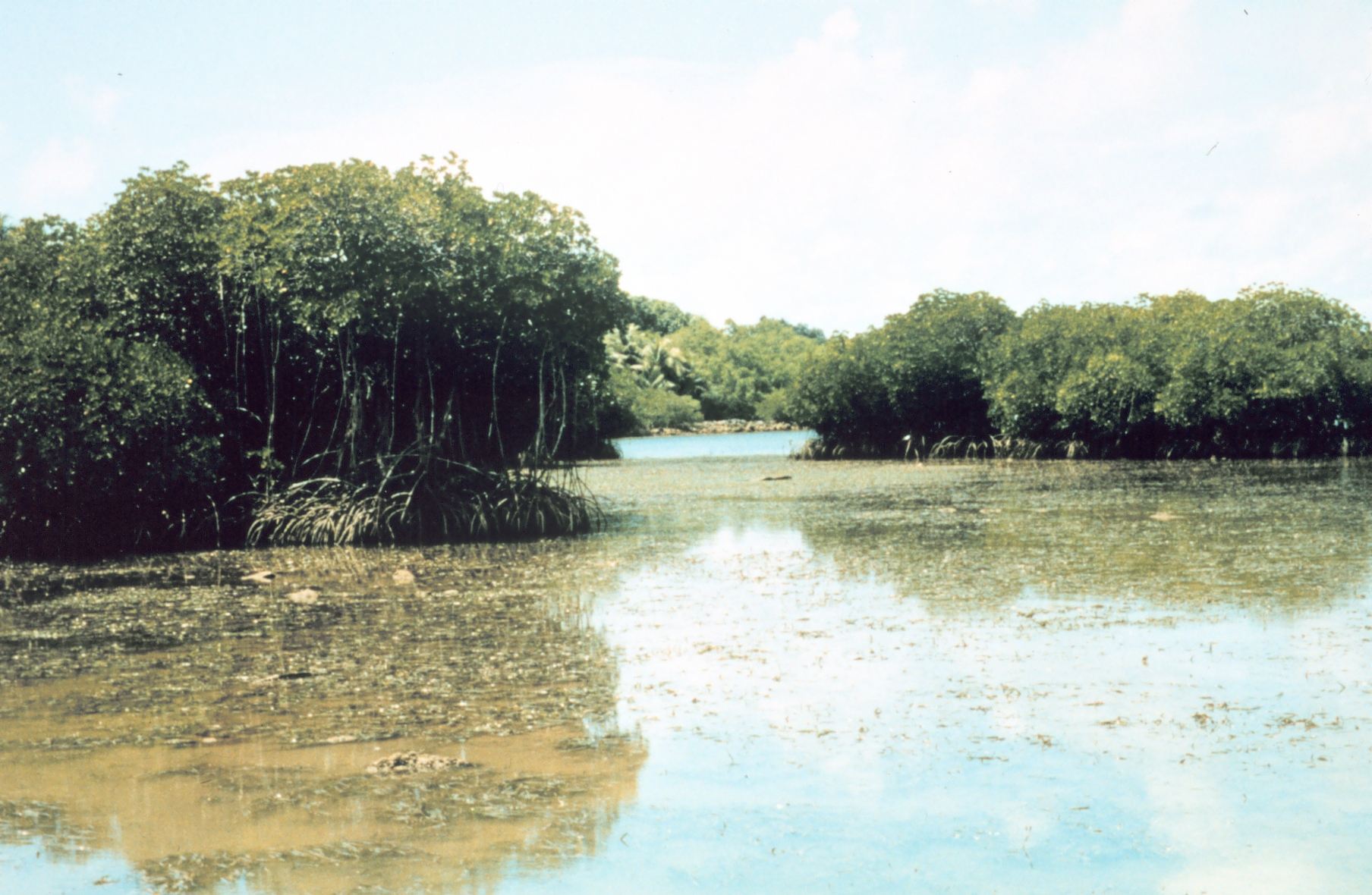
Les estuaires à mangrove sont l'habitat de nombreux organismes animaux et végétaux. Ce sont des écotones, des corridors biologiques et d'importantes zones tampons entre mer et terre, notamment pour l'atténuation des effets de tempêtes ou tsunamis

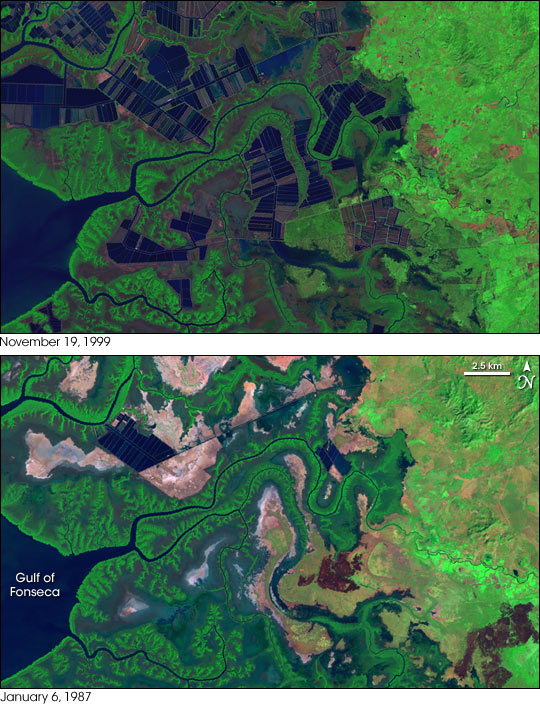
Deux images en fausses couleurs montrent l'extension des fermes aquacoles dans la mangrove naturelle du littoral du Pacifique au Honduras entre 1987 et 1999. Les fermes aquacoles apparaissent sous la forme de rangées de rectangles. Dans l'image la plus ancienne (en bas), la mangrove occupe les estuaires de plusieurs fleuves tributaires du Pacifique. Au moins une grande ferme aquacole est visible dans le quadrant gauche supérieur, ce qui confirme que l'élevage des crevettes avait déjà commencé à cette époque. Depuis 1999 (image du haut), une grande partie de la région a été transformée en rangées de bassins à crevettes.

Les élevages de crevettes de tous types, de l'extensif à l'hyper-intensif, peuvent causer de graves problèmes environnementaux où qu'ils soient situés. Pour les fermes extensives, d'immenses surfaces de mangrove ont été défrichées, réduisant ainsi la biodiversité. Dans les années 1980 et 1990, environ 35 % des forêts de mangrove ont disparu dans le monde. L'élevage des crevettes en fut la première cause, une étude lui attribue plus d'un tiers de ces destructions, d'autres études évaluent cette responsabilité entre 5 et 10 % globalement, avec d'importantes variations régionales. Les autres facteurs de destruction de la mangrove sont la pression démographique, l'exploitation forestière, la pollution provoquée par d'autres activités, ou sa transformation à d'autres usages tels que des marais salants.
Les plantes de la mangrove, par l'intermédiaire de leurs racines, contribuent à stabiliser la ligne côtière et à fixer les sédiments ; leur destruction a entraîné une augmentation sensible de l'érosion et un affaiblissement des protections contre les crues. Les estuaires à mangrove sont aussi des écosystèmes particulièrement riches et productifs et procurent des zones de frai à de nombreuses espèces de poissons, y compris des espèces importantes sur le plan commercial,.
Beaucoup de pays ont protégé leurs mangroves et interdisent la construction de nouvelles fermes d'élevage de crevettes dans les zones d'estran ou de mangrove. L'application des lois est souvent problématique et la transformation des mangroves en fermes aquacoles reste un problème, particulièrement dans les pays les moins développés comme le Bangladesh, le Myanmar ou le Viêt Nam.
Bien qu'ils diminuent l'impact direct sur la mangrove, les élevages intensifs ont d'autres inconvénients. Leurs effluents riches en éléments nutritifs (les aliments industriels pour crevettes se désintègrent rapidement, seulement 30 % sont réellement consommés par les crevettes, le reste est perdu) sont généralement déversés dans l'environnement, déséquilibrant gravement l'équilibre écologique. Ces eaux usées contiennent des taux significatifs d'engrais chimiques, de pesticides (utilisés pour désinfecter les étangs entre deux usages) et d'antibiotiques qui provoquent une pollution grave de l'environnement. En outre, ce rejet d'antibiotiques les introduit dans la chaîne alimentaire et augmente le risque de voir des organismes devenir antibiorésistants.
L'utilisation prolongée d'un étang entraîne la formation progressive d'une boue toxique dans le fond du bassin à partir des excréments et des produits perdus. La vidange d'un étang ne chasse jamais complètement cette boue, et l'étang finit par être abandonné, laissant une zone inculte dont le sol est rendu inutilisable à toute autre fin à cause de la teneur élevée en sel, en acidité et en produits chimiques toxiques. Un étang en élevage extensif ne peut servir que quelques années. Une étude indienne évalue à 30 ans environ le temps de restitution de tels terrains.
La Thaïlande a interdit depuis 1999 les élevages de crevettes à l'intérieur des terres car ils provoquent trop de destruction de terres agricoles par salinisation des sols. Une étude thaïe estime que 60 % des surfaces d'élevage aquacole de crevettes en Thaïlande ont été abandonnées dans la période 1989 - 1996.
Le caractère mondialisé du secteur de l'élevage aquacole des crevettes et en particulier l'expédition de géniteurs et de produits d'alevinage dans le monde entier a non seulement introduit diverses espèces de crevettes comme espèces exotiques, mais aussi diffusé les maladies que les crevettes peuvent véhiculer partout dans le monde. De nombreuses organisations s'emploient à dissuader les consommateurs d'acheter des crevettes d'élevage. 
Certaines cherchent à promouvoir l'aquaculture biologique ou au moins la mise au point de méthodes d'élevage plus durables. Un programme conjoint de la Banque mondiale, du Network of Aquaculture Centres in Asia-Pacific (NACA), du WWF et de la FAO a été lancé en août 1999 pour étudier et proposer des procédés améliorés pour l'élevage des crevettes.
Certaines tentatives d'élevages « durables », tournés vers l'exportation, commercialisant les crevettes comme « produites écologiquement » sont critiquées par les ONG qui les considèrent comme un habillage peu sérieux et malhonnête. On a notamment testé la possibilité d'utiliser certains biosolides (excréments déposés sous forme de boues salées et riches en azote, mais aussi en sodium dans les étangs, et généralement envoyés en décharge) comme engrais pour des cultures (de brocoli par exemple), avec difficulté car le sodium contribue à saliniser les sols. À Madagascar , Unima, premier producteur du pays, travaille en étroite collaboration avec le WWF pour préserver l'environnement autour de ses bassins d'aquaculture.
Le secteur a cependant commencé à évoluer doucement depuis 1999. Il a adopté les « meilleures pratiques de gestion » mises au point par le programme de la Banque mondiale et consort et institué des programmes éducatifs pour les promouvoir. Du fait des lois de protection de la mangrove édictées dans de nombreux pays, les nouvelles fermes sont généralement du type semi-intensif, qui sont de toute manière mieux implantées en dehors de la mangrove. Il y a une tendance à créer des environnements toujours plus étroitement maîtrisés dans ces fermes avec l'espoir de mieux prévenir les maladies. Le traitement des eaux usées a considérablement attiré l'attention ; les élevages aquacoles modernes ont des étangs affectés au traitement des effluents dans lesquels les sédiments peuvent se déposer sur le fond et les autres résidus sont filtrés. Comme ces améliorations sont onéreuses, le programme de la Banque mondiale et consorts recommande aussi des formes de polyculture extensive dans certaines régions. Comme on a découvert que les sols de la mangrove sont efficaces pour filtrer les eaux usées et qu'ils tolèrent des niveaux élevés de nitrates, le secteur s'est aussi intéressé au reboisement de la mangrove, bien que sa contribution en la matière soit encore limitée. Les effets à long terme de ces recommandations et les tendances de l'activité ne peuvent pas encore être évalués de manière définitive.